# Paralomis manningi
Paralomis manningi är en kräftdjursart som beskrevs av A. B. Williams, C. R. Smith och Baco 2000. Paralomis manningi ingår i släktet Paralomis och familjen trollkrabbor. Inga underarter finns listade i Catalogue of Life.